# Quintanas de Gormaz
Quintanas de Gormaz è un comune spagnolo di 195 abitanti situato nella comunità autonoma di Castiglia e León.